# La Vie Parisienne (tidskrift)
La Vie Parisienne (Pariserliv) var en fransk veckotidskrift grundad i Paris 1863 och utgiven utan avbrott fram till 1970. Den var särskilt populär i början av 1900-talet. Ursprungligen innehöll tidningen romaner, sport, teater, musik och konst. År 1905 bytte den ägare. Den nye redaktören Charles Saglio bytte stil och format och tidningen utvecklades snart till en lätt ekivokt erotisk publikation. Under första världskriget varnade General Pershing amerikanska soldater för att köpa tidningen, vilket ökade dess popularitet i USA.
La Vie Parisienne kombinerade en bred blandning av ämnen med vackra teckningar och färgillustrationer av några av periodens ledande tecknare inom Art Nouveau och Art Deco.